# Krascheninnikovia pungens
Krascheninnikovia pungens là loài thực vật có hoa thuộc họ Dền. Loài này được (Popov) Czerep. mô tả khoa học đầu tiên năm 1995.